# ديف براون (سياسي)
ديف براون (بالإنجليزية: Dave Brown)‏ هو سياسي أمريكي، ولد في 1948، وتوفي في 1998. انتخب عضو مجلس نواب مونتانا (1981 – 1993).